# Shane Jacobson
Shane Jacobson (1970) es un actor y escritor australiano, conocido por haber interpretado a Kenny Smyth en Kenny's World.

## Biografía
Es hijo del actor Ronald "Ron" Jacobson y de Jill, su hermano mayor es el actor Clayton Jacobson y tiene una hermana, Nat.
Shane tiene un hijo y una hija de una relación anterior.
Jacobson sale con Felicity Hunter, la pareja le dio la bienvenida a su hijo Wil Danger Jacobson en el 2011.

## Carrera
En el 2008 interpretó al fontanero Kenny Smyth en la serie Kenny's World.
En el 2011 se unió como embajadora de la compañía de dieta "Jenny Craig".
En el 2010 prestó su voz para el papel de Santa en la versión inglesa de la película Santa's Apprentice. Ese mismo año se anunció que Shane sería el presentador del programa "When I Grow Up".
En el 2012 se unió al elenco principal de la película Beaconsfield donde interpretó a Brant Webb, un minero que queda atrapado luego de que se derrumbara la mina en la que trabajaba. La película está basada en hechos reales.
Ese mismo año obtuvo un pequeño papel en la película The Bourne Legacy donde interpretó a  Mackie.
En el 2013 se unió al elenco de la serie The Time of Our Lives donde interpreta a Luce un hombre que sueña con convertirse en músico, hasta ahora. Ese mismo año apareció en la película The Mystery of a Hansom Cab donde dio vida al detective Samuel Gorby y en la comedia narrativa It's a Date donde interpretó a Hugo un hombre que decide salir en una cita con la hermana de su niñera.
En el 2014 interpretará al detective inspector de la policía Jim O'Brien en la miniserie Fat Tony & Co.

## Filmografía

### Series de Televisión
| Año         | Serie                 | Personaje        | Notas                                      |
| ----------- | --------------------- | ---------------- | ------------------------------------------ |
| 2016        | Jack Irish            | Barry Tregear    | 6 episodios                                |
| 2015        | The Ex-PM             | Carnicero        | episodio "Legacy"                          |
| 2013 - 2014 | The Time of Our Lives | Luce             | 21 episodios                               |
| 2014        | Fat Tony & Co         | Det. Jim O'Brien | 9 episodios                                |
| 2013        | It's a Date           | Hugo             | episodio "Should You Date On The Rebound?" |
| 2009        | Mordy Koots           | Mordy Koots      | 10 episodios                               |
| 2008        | Kenny's World         | Kenny Smyth      | 9 episodios                                |

### Películas
| Año  | Título                      | Personaje         | Notas |
| ---- | --------------------------- | ----------------- | --- |
| 2017 | A Few Less Men              | Mungus            | junto a Xavier Samuel, Ryan Corr, Deborah Mailman, Saskia Hampele, Sacha Horler y Liam Graham                  |
| 2014 | Oddball                     | Swampy            | junto a Alan Tudyk, Deborah Mailman, Sarah Snook, Coco Jack Gillies y Richard Davies                           |
| 2014 | Go Fish                     | Russell           | corto - junto a Grace Rosebirch, Sam Winspear-Schillings, Ben Palma, Olivia Deeble y Etienne Goessens          |
| 2014 | The Apprentice              | Bob               | corto - junto a Lou Lou Kearney, Stephen Kearney, Christopher Kirby, Colin Lane y Anton Yelchin                |
| 2014 | Jack Irish: Dead Point      | Barry Tregear     | junto a Guy Pearce, Marta Dusseldorp, Aaron Pedersen, Roy Billing, Deborah Mailman, Kat Stewart y John Jarratt |
| 2013 | Top Gear Festival: Sydney   | -                 | junto a Dirk Auer, David Canole, Jeremy Clarkson & Shawn Giles                                                 |
| 2012 | The Mystery of a Hansom Cab | Det. Samuel Gorby | junto a John Waters, Anna McGahan, Oliver Ackland, Brett Climo & Chelsie Preston Crayford                      |
| 2012 | Jack Irish: Black Tide      | Barry Tregear     | junto a Guy Pearce, Emma Booth, Marta Dusseldorp, Roy Billing, Damien Garvey & Alexandra Schepisi              |
| 2012 | Jack Irish: Bad Debts       | Barry Tregear     | junto a Guy Pearce, Anthony Hayes, Marshall Napier, Fletcher Humphrys, Marta Dusseldorp & Roy Billing          |
| 2012 | The Bourne Legacy           | Mackie            | junto a Jeremy Renner, Edward Norton & Rachel Weisz                                                            |
| 2012 | Beaconsfield                | Brant Webb        | junto a Simon Lyndon, Lachy Hulme, Cameron Daddo, Anthony Hayes, Michala Banas & Richard Davies                |
| 2011 | Surviving Georgia           | Johnnie           | junto a Pia Miranda, Holly Valance & Alyssa McClelland                                                         |
| 2010 | Santa's Apprentice          | Santa             | junto a Max Cullen, Holly Fraser, Magda Szubanski, Georgie Parker & Delta Goodrem                              |
| 2009 | Charlie & Boots             | Boots             | junto a Paul Hogan, Deborah Kennedy, Morgan Griffin & Roy Billing                                              |
| 2008 | Cactus                      | Thommo            | junto a David Lyons, Bryan Brown, Travis McMahon, Zoe Tuckwell-Smith & Daniel Krige                            |
| 2008 | Newcastle                   | Reggie            | junto a Lachlan Buchanan, Xavier Samuel, Rebecca Breeds, Gigi Edgley, Barry Otto & Anthony Hayes               |
| 2006 | Kenny                       | Kenny Smyth       | junto a Nash Edgerton, Craig Carter & Pete Smith                                                               |
| 2005 | Bella Rose                  | Billy             | corto - junto a John Criste, Bret Roberts & Charina Scott                                                      |
| 2002 | Tanaka                      | Shane             | corto - junto a Christine Bartlett, Morihiko Hasebe & Ronald Jacobson                                          |

### Productor y Escritor
| Año  | Título | Notas                   |
| ---- | ------ | ----------------------- |
| 2006 | Kenny  | co-productor & escritor |

### Apariciones
| Año         | Programa           | Personaje         | Notas                     |
| ----------- | ------------------ | ----------------- | ------------------------- |
| 2015        | Open Slather       | Varios Personajes | 20 episodios              |
| 2010 - 2011 | Top Gear Australia | -                 | 5 episodios - presentador |

### Teatro
| Año         | Obra                 | Personaje | Director (a)   | Teatro            | Notas                                                                             |
| ----------- | -------------------- | --------- | -------------- | ----------------- | --------------------------------------------------------------------------------- |
| 2010        | The Drowsy Chaperone | -         | Simon Phillips | Playhouse Theatre | junto a Geoffrey Rush, Robyn Nevin, Heidi Arena y Rohan Browne                    |
| 2008 - 2009 | Guys and Dolls       | -         | Jamie Lloyd    | Princess Theatre  | junto a Ian Stenlake, Lisa McCune, Magda Szubanski, Garry McDonald & Marina Prior |

## Premios y nominaciones
| Año  | Categoría                                                    | Premio     | Película | Resultado |
| ---- | ------------------------------------------------------------ | ---------- | -------- | --------- |
| 2006 | Best Lead Actor                                              | AFI Award  | Kenny    | Ganó      |
| 2006 | Best Actor in a Lead Role                                    | FCCA Award | Kenny    | Ganó      |
| 2006 | Best Screenplay - Original (junto a Clayton Jacobson)        | FCCA Award | Kenny    | Ganó      |
| 2006 | Best Screenplay - Original (junto a Clayton Jacobson)        | AFI Award  | Kenny    | Nominado  |
| 2006 | Best Feature Film (junto a Clayton Jacobson & Rohan Timlock) | IF Award   | Kenny    | Ganó      |
| 2006 | Best Script (junto a Clayton Jacobson)                       | IF Award   | Kenny    | Ganó      |